# Masuna
Masuna ou Massônas (en griego antiguo: Μασσωνας) fue un rey del Reino Mauro Romano a principios del siglo VI. Puede que le sucedieran Mastigas en los años 530 y Garmul en los 560. Masuna es el primer gobernante conocido de este reino, que se cree fue establecido por los jefes y gobernantes bereberes locales tras la caída del Imperio romano de Occidente y la pérdida del control romano sobre Mauritania. Su reinado fue testigo de la llegada de las fuerzas bizantinas al norte de África, con las que se alió, y de la caída del reino vándalo.
Durante la Guerra vándala (533-534), Masuna apoyó al Imperio bizantino y también durante las guerras bizantinas contra las tribus rebeldes bereberes bajo una confederación liderada por Iaudas, gobernante de un reino en Aurés.

## Reinado
Masuna es el gobernante más antiguo que se conoce del Reino Mauro Romano, un reino bárbaro fundado en la antigua provincia de Mauritania Cesariense tras la caída del Imperio romano de Occidente. Este reino, a diferencia de muchos otros reinos bárbaros, se extendía más allá de las fronteras del antiguo Imperio romano, abarcando territorios bereberes que nunca estuvieron bajo control romano. Masuna es conocido solo por una inscripción en una fortificación en Altava (actual Ouled Mimoun, en el vilayato de Orán), fechada en 508, donde se llama a sí mismo Rex gentium Maurorum et Romanorum, el «Rey de los pueblos romano y moro». Se sabe que fue el propietario de Altava, supuestamente la capital por su importancia bajo los reyes posteriores, y de al menos otras dos ciudades, Castra Severiana y Safar, como se menciona a los funcionarios que nombró allí. Como sede de una diócesis eclesiástica (la Diócesis de Castra Severiana, un antiguo obispado que floreció en la antigüedad tardía), el control de Castra Severiana puede haber sido particularmente importante.

## Relaciones con el Imperio bizantino
El historiador bizantino, Procopio de Cesarea, menciona que un rey bereber llamado Massônas, a menudo identificado con Masuna, se alió con las fuerzas del Imperio bizantino en la década de 530 durante la Guerra vándala. Se cree que Masuna fue uno de los gobernantes bereberes que se rindió voluntariamente a Belisario y a las fuerzas bizantinas, exigiendo a cambio la insignia de su poder: una corona de plata, un bastón de plata dorada, una túnica de oro y botas de oro.
Después de la Guerra vándala y la restauración de la autoridad romana sobre parte de la antigua África romana por los bizantinos, los gobernadores romanos locales comenzaron a tener problemas con algunas tribus bereberes locales. La provincia de Bizacena se vio particularmente afectada, pues fue testigo de repetidas invasiones, la destrucción de su guarnición local y la muerte de sus comandantes. El prefecto del pretorio de África, Salomón, libró varias guerras contra estos bereberes y los derrotó dos veces. Los soldados bereberes supervivientes se retiraron a Numidia, uniendo sus fuerzas con Iaudas, rey del Aurés.
Masuna y otro rey bereber aliado del Imperio bizantino, Orteas (que gobernaba un reino en la antigua provincia de Mauritania Sitifense), sugirieron que Salomón persiguiera a los rebeldes bereberes hasta Numidia, lo que hizo. Sin embargo, Salomón no se enfrentó a Iaudas en la batalla, ya que sus soldados sospecharon de la lealtad de sus aliados bereberes y no pudieron vivir, y en su lugar construyó una serie de puestos fortificados a lo largo de los caminos que unían a los bizacenos con Numidia.